# Джон Грем Керр
Сер Джон Грем Керр (англ. Sir John Graham Kerr, 18 вересня 1869 — 21 квітня 1957), відомий серед друзів як Грем Керр — британський ембріолог і член парламенту від Юніоністської партії Шотландії. Найбільш відомий своїми дослідженнями ембріології дихальних риб. Він брав участь в розробці принципів маскування кораблів під час Першої світової війни, а через свого учня Г'ю Бемфорда Котта також вплинув на розробку військового камуфляжу під час Другої світової війни.

## Біографія
Грем Керр народився в Роулі-Лодж, в Арклі в Хартфордширі, від шотландських батьків: Джеймса Керра, колишнього директора коледжу Хуглі в Калькутті, та його дружини Сібелли Грем.
Керр отримав освіту в Королівській середній школі в Единбурзі, а потім вивчав медицину в Единбурзькому університеті.

## Зоологія
Керр перервав навчання медицині, щоб приєднатися до аргентинської експедиції для вивчення природної історії річки Пілкомайо. Повернувшись, він вивчав природничі науки в Кембриджському коледжі Христа, який закінчив з відзнакою в 1896 році. Аргентинська експедиція завершилася втратою більшості колекцій, але після закінчення навчання він організував експедицію до Гран-Чако, привізши додому велику колекцію матеріалів, пов'язаних з південноамериканськими двоякокрилими рибами Lepidosiren paradoxa. Керра супроводжував Джон Семюель Баджетт, який досліджував жаб у цій місцевості та відкрив новий рід.
Після певного періоду роботи демонстратором лекцій з морфології тварин у коледжі Христа в Кембриджі (1898—1902), у серпні 1902 року він був призначений професором природничої історії в Університеті Глазго, замінивши Джона Янга . Керр залишався до 1935 року, коли його змінив професор Едвард Гіндл. Керр особливо цікавився навчанням студентів-медиків і багато публікувався.
У 1903 році він був обраний членом Единбурзького королівського товариства. Його ініціаторами були сер Айзек Бейлі Бальфур, Джеймс Коссар Еварт, Фредерік Орпен Бауер і Джеймс Гейкі. У 1904 році він отримав премію Товариства Нілла. Він обіймав посаду віце-президента Товариства з 1928 по 1931 рік.
Він був президентом Королівського фізичного товариства Единбурга з 1906 по 1909 рік, а в 1909 році був обраний членом Королівського товариства Він отримав ступінь доктора права в Единбурзькому університеті в 1935 році та в Сент-Ендрюському університеті в 1950 році.

## Камуфляж
Керр зробив перший внесок у камуфляж кораблів під час Першої світової війни. 24 вересня 1914 року він написав першому лорду Адміралтейства Вінстону Черчиллю, проголошуючи камуфляж за допомогою руйнівного забарвлення — розбивання контурів плямами сильно контрастного тону — і контрзатінення — затінення гармат у невидимість світлішою фарбою внизу, темнішою фарбою зверху. Керр відкрито підтримав суперечливі заяви про камуфляж американського художника Еббота Гендерсона Теєра. Мета Керра полягала в тому, щоб зробити кораблі важко помітними та обдурити далекоміри, порушивши їхні контури, або, за його власними словами, «повністю знищити безперервність контурів білими бризками», зробити кораблі важчими для ураження вогнем із великої відстані. Принцип Керра по-різному застосовувався до кораблів, але Керру було важко просувати чи контролювати використання своїх ідей камуфляжу, і вони впали в немилість після відходу Черчилля з Адміралтейства. Королівський флот повернувся до звичайного сірого кольору. Конкуруюча пропозиція щодо руйнівного камуфляжу виникла в 1917 році від художника-мариніста Нормана Вілкінсона. Вілкінсон, на відміну від Керра, не мав великих труднощів увійти у військово-морський істеблішмент, і його призначили відповідальним за масштабну програму фарбування кораблів у руйнівні візерунки, яка стала відомою як «Dazzle camouflage». Після війни Керр взяв участь у невдалому судовому спорі щодо винагороди за створення сліпучого камуфляжу. Вілкінсон успішно поширював хибний погляд, що камуфляж Керра прагнув досягнути невидимості, а не руйнування контурів об'єкта.
Керр знову вплинув на британський камуфляж під час Другої світової війни, цього разу через свого учня Г'ю Бемфорда Котта.

## Політика і пізнє життя
Керр був обраний депутатом-юніоністом від Об'єднаних шотландських університетів на проміжних виборах у 1935 році після того, як член парламенту та романіст Джон Бакен залишив своє місце, коли його призначили генерал-губернатором Канади. Після обрання до парламенту Керр залишив професорську посаду та переїхав до Хартфордширу. Він обіймав це місце до скасування університетських виборчих округів на загальних виборах 1950 року, який деякий час обіймав посаду голови парламентського та наукового комітету.
У 1939 році він був посвячений у лицарі на честь дня народження короля.
Університет Сент-Ендрюса присвоїв йому ступінь почесного доктора права у 1950 році.
Він помер 21 квітня 1957 року в Barley House в Ройстоні, графство Хартфордшир.

## Сім'я
Керр двічі одружувався. Спочатку в 1903 році з Елізабет Мері Керр. Померла в 1934 році. У 1936 році одружився зі вдовою Ізабеллою Данн Клаппертон (до шлюбу Макіндо).

## Спадщина
Зоологічний корпус Університету Глазго був перейменований на Будівлю Грема Керра на його ім'я.

## Публікації
- Textbook of Embryology with the Exception of Mammals (1919)
- Zoology for Medical Students (1921)
- Evolution (1926)
- An Introduction to Zoology (1929)